# احمد محمد ابراهیم
احمد محمد ابراهیم (انگلیسی: Ahmad Mohamed Ibrahim; ۱۵ مهٔ ۱۹۱۶ – ۱۷ آوریل ۱۹۹۹) سیاست‌مدار اهل مالزی بود.

## تحصیلات
وی از دانش‌آموختگان کالج سنت جان، کمبریج است.